# Philibert Nang

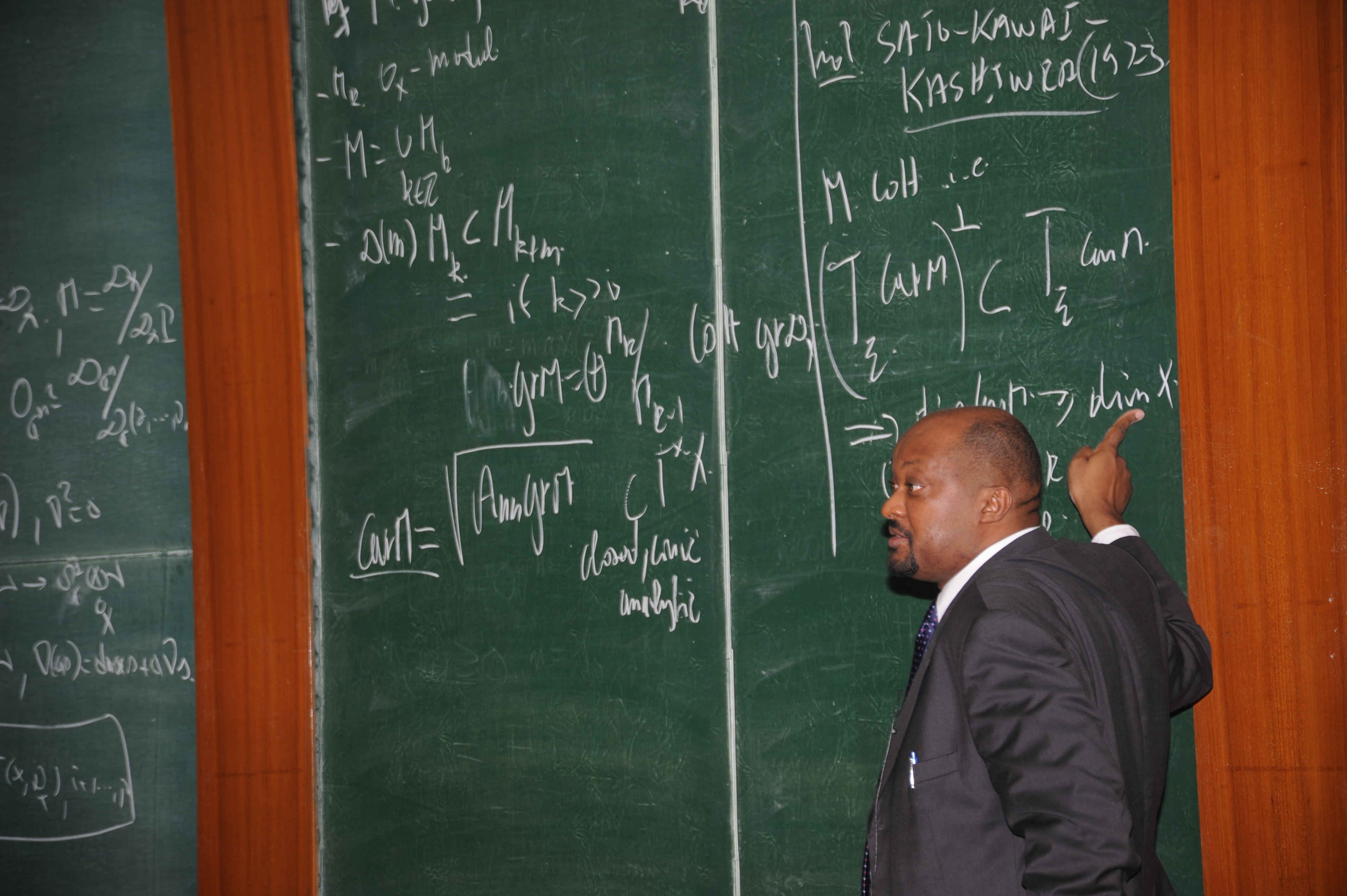
Nang am 23. Februar 2012 während eines Vortrages am Tata Institute of Fundamental Research in Mumbai. Im Rahmen der Veranstaltung wurde ihm der ICTP Ramanujan Prize für das Jahr 2011 verliehen.

Philibert Nang (* 12. August 1967 in Port-Gentil) ist ein gabunischer Mathematiker, der auf den Gebieten der algebraischen Analysis und der algebraischen Geometrie forscht.
In der algebraischen Analysis hat er bedeutende Klassifikationssätze für äquivariante {\displaystyle {\mathcal {D}}}-Moduln bewiesen. Seine Ergebnisse ergänzen die mittels perverser Garben (en.: „perverse sheaves“) gewonnenen Erkenntnisse anderer Mathematiker und eröffnen so neue Blickwinkel auf die Riemann-Hilbert-Korrespondenz. Insbesondere ist er an einer Klassifikation der {\displaystyle {\mathcal {D}}}-Moduln interessiert, die kompatibel ist mit der Stratifikation, die sich aus räumlichen Zerlegungen spezieller, prähomogener Vektorräume ergibt.

## Leben

### Ausbildung und Privatleben
Nang absolvierte seine schulische Ausbildung bis 1987 in den Städten Lambaréné, Mitzic, Oyem, Bitam sowie in Gabuns Hauptstadt Libreville. Anschließend immatrikulierte er sich für ein Studium der Mathematik und Physik an der Université des sciences et techniques de Masuku (USTM) in Franceville und erwarb dort 1989 ein Diplôme Universitaire d’Etudes Scientifiques (DUES). Nachdem er nach Frankreich gezogen und an die Université Nancy-I gewechselt war, legte er dort 1990 seinen Bachelor in Mathematik und 1991 den Maîtrise in reiner Mathematik ab. 1992 folgte an der Universität Pierre und Marie Curie (Paris 6) in Paris der Master in reiner Mathematik.
Dort wurde Nang schließlich auch am 15. November 1996 bei Louis Boutet de Monvel mit der Dissertation D-modules holonômes réguliers liés au groupe des similitudes (de.: Reguläre holonome D-Moduln, die mit Ähnlichkeitsgruppen verbunden sind) promoviert.
Philibert Nang ist seit dem 23. Dezember 2013 verheiratet und hat mehrere Töchter.

### Wissenschaftliche Laufbahn
Zwischen September 1993 und Juni 1999 arbeitete Nang als wissenschaftlicher Mitarbeiter (attaché temporaire d’enseignement et de recherche) an seiner Pariser Alma Mater. Anschließend kehrte er in sein Heimatland zurück und war an der USTM  von Franceville tätig. Seit Oktober 2009 forschte und lehrte er als Professor an der École normale supérieure in Libreville und leitete das dortige Laboratoire de Recherche en Mathématiques. Zum 1. September 2019 wechselte er als associate professor als an die südafrikanische Universität Pretoria.
Nang ist umfassend in den internationale wissenschaftliche Gemeinschaft integriert. So nahm er etwa 2010 in Hyderabad und 2014 in Seoul an den Internationalen Mathematikerkongressen teil. Im März 2016 besuchte er in der senegalesischen Hauptstadt Dakar einen von der Deutschen Forschungsgemeinschaft finanzierten Workshop zu algebraischer Geometrie und im Juni 2016 war er an der École normale supérieure de Paris (ENS Ulm) einer der Referenten auf einem Gedenk-Symposium für seinen Doktorvater Boutet De Monvel, das vom Institut national des sciences mathématiques et de leurs interactions (INSMI) des Centre national de la recherche scientifique (CNRS) organisiert wurde. Ferner reiste er im Juni 2017 zu einer von der Universität von Burgund am Institut des Hautes Études Scientifiques in Bures-sur-Yvette veranstalteten Fachtagung anlässlich Masaki Kashiwaras 70. Geburtstages und besuchte im Monat darauf den Panafrikanischen Mathematikerkongress im marokkanischen Rabat.
Darüber hinaus hat Nang seit 2002 zahlreiche internationale Engagements als Gastwissenschaftler wahrgenommen – beispielsweise an der Universität Tsukuba, am International Centre for Theoretical Physics, am Max-Planck-Institut für Mathematik, am Institut des Hautes Études Scientifiques, am Tata Institute of Fundamental Research, am African Institute for Mathematical Sciences, am Institute of Mathematical Sciences (Chennai) sowie an der Galatasaray Üniversitesi.

### Weitere Tätigkeiten
Philibert Nang fungiert seit 2013 als Gründungspräsident der Société Mathématique du Gabon. Darüber hinaus ist er Mitglied des International Centre for Theoretical Physics und arbeitet als Berater des Pole of Research in Mathematics and their Applications in Information Security (PRMAIS) – einer Vereinigung von Mathematikern aus Subsahara-Afrika, die sich der Förderung mathematischer Lehre verschrieben hat.

## Auszeichnungen
- 1989: Stipendium im Rahmen einer französisch-afrikanischen Kooperation für ein Studium in Frankreich
- 2007: Stipendium für einen Forschungsaufenthalt am Institut des Hautes Études Scientifiques (verliehen von der Schlumberger Foundation)[10]
- 2011: ICTP Ramanujan Prize
- 2012: Officier de l’ordre national du mérite du Gabon
- 2012: Prix Omar Bongo Ondimba pour la recherche scientifique et technologique (verliehen vom gabunischen Centre national de la recherche scientifique et technologique)[11]
- 2017: Phillip Griffiths Prize (verliehen von der African Mathematics Millennium Science Initiative)[12]
- 2017: CENAREST Grand Prix (verliehen vom gabunischen Centre national de la recherche scientifique et technologique)